# Office ivoirien des parcs et réserves
L'Office ivoirien des parcs et réserves (OIPR) est un organisme de Côte d'Ivoire, chargé de la surveillance des parcs nationaux et des réserves nationales.

## Missions
Cet office est responsable de la gestion de la faune et de la flore, ainsi que de leur biotope. Il est placé sous la responsabilité du ministère de l'Environnement ivoirien.

## Histoire
L'OIPR est créé par décret le 24 juillet 2002,. Son siège se trouve à Cocody (en 2022).